# اسپن ولی (کالیفرنیا)
اسپن ولی (به انگلیسی: Aspen Valley) یک منطقهٔ مسکونی در ایالات متحده آمریکا است که در شهرستان توآلومی، کالیفرنیا واقع شده‌است. اسپن ولی ۱٬۸۷۷٫۹ متر بالاتر از سطح دریا قرار دارد.